# Liga Futsal de 2004
A Liga Futsal de 2004 é a 9.ª edição do principal torneio de futebol de salão do Brasil, à época organizado pela Confederação Brasileira de Futsal (CBFS). Nos dias atuais, corresponde oficialmente à Liga Nacional de Futsal.
Na quarta final protagonizada por Carlos Barbosa e Ulbra, os barbosenses não desperdiçaram a oportunidade de igualar o retrospecto e conquistaram o troféu pela segunda vez, novamente sobre o rival. Com uma campanha brilhante de 20 vitórias em 24 partidas disputadas, a ACBF chegou às semifinais como líder isolada das duas primeiras fases. O adversário da série foi o Atlântico, que não facilitou e forçou o terceiro jogo após vitórias alternadas. Um placar apertado de 3 a 2 deu a vaga na decisão à Laranja Mecânica. Diante da Ulbra, um revés por 2 a 1 na ida antecedeu duas vitórias que confirmariam o bicampeonato: 5 a 2 na volta e 3 a 1 na terceira partida.
Os semifinalistas Jaraguá e Atlântico encerraram a competição como terceiro e quarto colocados. Pablo, ala de Carlos Barbosa, anotou 27 gols e foi o artilheiro da Liga pela segunda vez consecutiva.

## Fórmula de disputa
O campeonato foi dividido em três fases principais.

### Primeira fase
Os 17 participantes jogaram entre si em turno único (sem divisão por grupo), com os 10 melhores colocados avançando para a etapa seguinte. Em caso de empate entre duas ou mais equipes na pontuação, os critérios considerados foram, na ordem: confronto direto, número de vitórias, saldo de gols, gol average (divisão entre o número de gols marcados e o número de sofridos), gols sofridos, gols marcados e, em último caso, sorteio. Porém, caso o empate ocorresse na disputa pela última vaga, o desempate aconteceria em um jogo extra disputado em quadra neutra.

### Segunda fase
Os 10 classificados foram distribuídos em dois grupos: A (1º, 3º, 5º, 7º e 9º colocado) e B (2º, 4º, 6º, 8º e 10º colocado). Nesta etapa, as equipes confrontaram-se em turnos de ida e volta dentro de seus próprios grupos, classificando apenas líderes e vice-líderes para o mata-mata do torneio. Em caso de empate na primeira colocação: se entre apenas duas equipes, o desempate seguiria os critérios estabelecidos; se entre três ou mais, a equipe de melhor campanha geral avança como líder e as duas seguintes disputam, em uma partida extra em quadra neutra, a última vaga. Este último método também se aplica ao empate na segunda colocação, com as duas melhores campanhas gerais se enfrentando pela vaga independentemente do número de equipes empatadas.

### Fase final
Nas semifinais, os líderes dos grupos enfrentaram o vice-líder do grupo oposto. Em caso de dois empates ou vitórias alternadas, foi prevista a disputa da terceira partida em quadra neutra e, com a persistência do empate, a aplicação da prorrogação com vantagem para a equipe de melhor campanha geral. A fórmula foi mantida para a final, mas com participação dos dois finalistas na escolha da quadra em caso de terceiro jogo.

## Participantes
| Equipe         | Parceria(s) | Cidade                | Estado | Em 2003          | Títulos (último) |
| -------------- | ----------- | --------------------- | ------ | ---------------- | ---------------- |
| AABB           | Umbro       | São Paulo             | SP     | 14.º             | 0 (não possui)   |
| Atlântico      | (nenhuma)   | Erechim               | RS     | 5.º              | 0 (não possui)   |
| Caldense       | (nenhuma)   | Poços de Caldas       | MG     | (não participou) | 0 (não possui)   |
| Carlos Barbosa | (nenhuma)   | Carlos Barbosa        | RS     | 2.º              | 1 (2001)         |
| Caxias         | Moreflex    | Caxias do Sul         | RS     | 8.º              | 0 (não possui)   |
| Intelli        | Penalty     | Orlândia              | SP     | (não participou) | 0 (não possui)   |
| Jaraguá        | Malwee      | Jaraguá do Sul        | SC     | 3.º              | 0 (não possui)   |
| Joinville      | Dalponte    | Joinville             | SC     | 15.º             | 0 (não possui)   |
| Macaé          | (nenhuma)   | Macaé                 | RJ     | (não participou) | 0 (não possui)   |
| Maringá        | Poker       | Maringá               | PR     | 10.º             | 0 (não possui)   |
| Minas          | V&M         | Belo Horizonte        | MG     | 17.º             | 0 (não possui)   |
| Palmeiras      | CELG        | Palmeiras de Goiás    | GO     | 12.º             | 0 (não possui)   |
| São Bernardo   | Banespa     | São Bernardo do Campo | SP     | 4.º              | 0 (não possui)   |
| São Paulo      | Santo André | São Paulo             | SP     | 7.º              | 0 (não possui)   |
| Tio Sam        | (nenhuma)   | Niterói               | RJ     | (não participou) | 0 (não possui)   |
| Ulbra          | (nenhuma)   | Canoas                | RS     | 1.º              | 3 (2003)         |
| Vasco da Gama  | (nenhuma)   | Rio de Janeiro        | RJ     | (não participou) | 1 (2000)         |

## Primeira fase
| Pos | Equipe         | Pts | J  | V  | E | D  | GP | GC | SG  | GA   | %  |
| --- | -------------- | --- | -- | -- | - | -- | -- | -- | --- | ---- | -- |
| 1   | Carlos Barbosa | 37  | 16 | 12 | 1 | 3  | 64 | 34 | +30 | 1,89 | 78 |
| 2   | Caxias         | 36  | 16 | 12 | 0 | 4  | 55 | 32 | +23 | 1,72 | 75 |
| 3   | Ulbra          | 34  | 16 | 11 | 1 | 4  | 52 | 28 | +24 | 1,86 | 71 |
| 4   | Minas          | 30  | 16 | 9  | 3 | 4  | 48 | 45 | +3  | 1,07 | 63 |
| 5   | Intelli        | 28  | 16 | 9  | 1 | 6  | 35 | 28 | +7  | 1,25 | 59 |
| 6   | Jaraguá        | 27  | 16 | 8  | 3 | 5  | 67 | 49 | +18 | 1,37 | 57 |
| 7   | Joinville      | 26  | 16 | 7  | 5 | 4  | 41 | 34 | +7  | 1,21 | 55 |
| 8   | Atlântico      | 24  | 16 | 7  | 3 | 6  | 53 | 43 | +10 | 1,24 | 50 |
| 9   | Macaé          | 23  | 16 | 6  | 5 | 5  | 50 | 45 | +5  | 1,12 | 48 |
| 10  | São Bernardo   | 23  | 16 | 7  | 2 | 7  | 33 | 44 | -11 | 0,75 | 48 |
| 11  | Vasco da Gama  | 21  | 16 | 6  | 3 | 7  | 39 | 52 | -13 | 0,75 | 44 |
| 12  | Palmeiras      | 18  | 16 | 6  | 0 | 10 | 53 | 50 | +3  | 1,06 | 38 |
| 13  | Maringá        | 15  | 16 | 4  | 3 | 9  | 47 | 61 | -14 | 0,78 | 32 |
| 14  | Caldense       | 12  | 16 | 3  | 3 | 10 | 38 | 50 | -12 | 0,76 | 25 |
| 15  | Tio Sam        | 12  | 16 | 3  | 3 | 10 | 43 | 77 | -34 | 0,56 | 25 |
| 16  | São Paulo      | 10  | 16 | 2  | 4 | 10 | 33 | 52 | -19 | 0,64 | 21 |
| 17  | AABB           | 10  | 16 | 2  | 4 | 10 | 31 | 58 | -27 | 0,54 | 21 |

|  | Classificados para a segunda fase (Grupo A) |
|  | Classificados para a segunda fase (Grupo B) |
|  | Eliminados na primeira fase                 |

## Segunda fase

### Grupo A
| Pos | Equipe         | Pts | J | V | E | D | GP | GC | SG  | GA   | %   | Classificação                   |
| --- | -------------- | --- | - | - | - | - | -- | -- | --- | ---- | --- | ------------------------------- |
| 1   | Carlos Barbosa | 24  | 8 | 8 | 0 | 0 | 33 | 14 | +19 | 2,36 | 100 | Classificados para a fase final |
| 2   | Ulbra          | 16  | 8 | 5 | 1 | 2 | 24 | 12 | +12 | 2,00 | 67  | Classificados para a fase final |
| 3   | Macaé          | 7   | 8 | 2 | 1 | 5 | 19 | 28 | -9  | 0,68 | 30  | Eliminados na segunda fase      |
| 4   | Joinville      | 6   | 8 | 1 | 3 | 4 | 13 | 28 | -15 | 0,47 | 25  | Eliminados na segunda fase      |
| 5   | Intelli        | 4   | 8 | 1 | 1 | 6 | 15 | 22 | -7  | 0,69 | 17  | Eliminados na segunda fase      |

### Grupo B
| Pos | Equipe       | Pts | J | V | E | D | GP | GC | SG | GA   | %  | Classificação                  |
| --- | ------------ | --- | - | - | - | - | -- | -- | -- | ---- | -- | ------------------------------ |
| 1   | Jaraguá      | 12  | 8 | 3 | 3 | 2 | 26 | 22 | +4 | 1,19 | 50 | Classificado para a fase final |
| 2   | Atlântico    | 12  | 8 | 3 | 3 | 2 | 31 | 28 | +3 | 1,11 | 50 | Vaga em disputa                |
| 3   | Caxias       | 12  | 8 | 3 | 3 | 2 | 24 | 23 | +1 | 1,05 | 50 | Vaga em disputa                |
| 4   | São Bernardo | 11  | 8 | 3 | 2 | 3 | 27 | 26 | +1 | 1,04 | 46 | Eliminados na segunda fase     |
| 5   | Minas        | 6   | 8 | 1 | 3 | 4 | 26 | 35 | -9 | 0,75 | 25 | Eliminados na segunda fase     |

#### Decisão de vaga
Com o empate de pontuação entre Jaraguá, Atlântico e Caxias, o regulamento foi acionado para distribuir as duas vagas disponíveis. Jaraguá, com a vantagem no saldo de gols, foi automaticamente classificado. Para decidir a segunda vaga, foi realizada uma partida extra entre Atlântico e Caxias em Veranópolis.
|           | Placar |        |
| --------- | ------ | ------ |
| Atlântico | 3–0    | Caxias |

## Fase final
|  | Semifinais     | Semifinais | Semifinais | Semifinais |   |  | Final          | Final | Final | Final |
|  |                |            |            |            |   |  |                |       |       |       |
|  |                |            |            |            |   |  |                |       |       |       |
|  | Carlos Barbosa | 2          | 2          | 3          |   |  |                |       |       |       |
|  | Atlântico      | 1          | 3          | 2          |   |  |                |       |       |       |
|  |                |            |            |            |   |  |                |       |       |       |
|  |                |            |            |            |   |  |                |       |       |       |
|  |                |            |            |            |   |  | Carlos Barbosa | 1     | 5     | 3     |
|  |                | Ulbra      | 2          | 2          | 1 |  |                |       |       |       |
|  |                |            |            |            |   |  |                |       |       |       |
|  |                |            |            |            |   |  |                |       |       |       |
|  | Jaraguá        | 2          | 3          |            |   |  |                |       |       |       |
|  | Ulbra          | 2          | 4          |            |   |  |                |       |       |       |

### Final
Partida de ida
| 26 de julho | Ulbra                 | 2 – 1 | Carlos Barbosa | Ginásio Tesourinha, Porto Alegre                       |
| 19:15       | Rafael 14' · Saad 33' |       | Betão 24'      | Árbitro: SC João A. Silva Árbitro 2: SC Gean C. Telles |

Partida de volta
| 31 de julho | Carlos Barbosa                                   | 5 – 2 | Ulbra                | Sérgio Luiz Guerra, Carlos Barbosa                                 |
| 11:00       | Gabriel 3' · Carlinhos 12', 35', 35' · Pablo 26' |       | Índio 21' · Saad 32' | Árbitro: BRA Marco A. Marques (FIFA) Árbitro 2: SP Valdir T. Filho |

Terceira partida
| 1 de agosto | Carlos Barbosa                      | 3 – 1 | Ulbra           | Sérgio Luiz Guerra, Carlos Barbosa                                 |
| 12:00       | Carlinhos 3' · Pablo 4' · Jonas 35' |       | Fernandinho 14' | Árbitro: BRA Marco A. Marques (FIFA) Árbitro 2: SP Valdir T. Filho |

## Premiação
| Liga Futsal de 2004                 |
| ----------------------------------- |
|                                     |
| Carlos Barbosa Campeão (2.º título) |

### Prêmios individuais
| Prêmio     | Vencedor | Vencedor | Equipe         |
| ---------- | -------- | -------- | -------------- |
| Artilheiro | Pablo    | 27 gols  | Carlos Barbosa |

## Classificação geral
| Pos | Equipe         | Pts | J  | V  | E | D  | GP  | GC | SG  | GA   | %  | Classificação               |
| --- | -------------- | --- | -- | -- | - | -- | --- | -- | --- | ---- | -- | --------------------------- |
| 1   | Carlos Barbosa | 73  | 30 | 24 | 1 | 5  | 113 | 59 | +54 | 1,92 | 82 | Campeão                     |
| 2   | Ulbra          | 57  | 29 | 18 | 3 | 8  | 87  | 54 | +33 | 1,62 | 66 | Vice-campeão                |
| 3   | Jaraguá        | 40  | 26 | 11 | 7 | 8  | 98  | 77 | +21 | 1,28 | 52 | Eliminados nas semifinais   |
| 4   | Atlântico      | 42  | 28 | 12 | 6 | 10 | 93  | 78 | +15 | 1,20 | 50 | Eliminados nas semifinais   |
| 5   | Caxias         | 48  | 25 | 15 | 3 | 7  | 79  | 58 | +21 | 1,37 | 64 | Eliminados na segunda fase  |
| 6   | Minas          | 36  | 24 | 10 | 6 | 8  | 74  | 80 | -6  | 0,93 | 50 | Eliminados na segunda fase  |
| 7   | São Bernardo   | 34  | 24 | 10 | 4 | 10 | 60  | 70 | -10 | 0,86 | 48 | Eliminados na segunda fase  |
| 8   | Intelli        | 31  | 24 | 10 | 1 | 13 | 50  | 50 | 0   | 1,00 | 44 | Eliminados na segunda fase  |
| 9   | Joinville      | 31  | 24 | 8  | 7 | 9  | 54  | 62 | -8  | 0,88 | 44 | Eliminados na segunda fase  |
| 10  | Macaé          | 30  | 24 | 8  | 6 | 10 | 69  | 73 | -4  | 0,95 | 42 | Eliminados na segunda fase  |
| 11  | Vasco da Gama  | 21  | 16 | 6  | 3 | 7  | 39  | 52 | -13 | 0,75 | 44 | Eliminados na primeira fase |
| 12  | Palmeiras      | 18  | 16 | 6  | 0 | 10 | 53  | 50 | +3  | 1,06 | 38 | Eliminados na primeira fase |
| 13  | Maringá        | 15  | 16 | 4  | 3 | 9  | 47  | 61 | -14 | 0,78 | 32 | Eliminados na primeira fase |
| 14  | Caldense       | 12  | 16 | 3  | 3 | 10 | 38  | 50 | -12 | 0,76 | 25 | Eliminados na primeira fase |
| 15  | Tio Sam        | 12  | 16 | 3  | 3 | 10 | 43  | 77 | -34 | 0,56 | 25 | Eliminados na primeira fase |
| 16  | São Paulo      | 10  | 16 | 2  | 4 | 10 | 33  | 52 | -19 | 0,64 | 21 | Eliminados na primeira fase |
| 17  | AABB           | 10  | 16 | 2  | 4 | 10 | 31  | 58 | -27 | 0,54 | 21 | Eliminados na primeira fase |